# إيرل وليامز (لاعب كرة قاعدة أمريكي)
إيرل وليامز (بالإنجليزية: Earl Williams)‏ هو لاعب كرة قاعدة أمريكي، ولد في 14 يوليو 1948 في نيوآرك في الولايات المتحدة، وتوفي في 28 يناير 2013 في سومرست (نيوجيرسي) في الولايات المتحدة بسبب ابيضاض الدم.

## وصلات خارجية
- إيرل وليامز على موقع دوري كرة القاعدة الرئيسي (الإنجليزية)
- إيرل وليامز على موقعبيزبول رفرنس.كوم (الدوري الرئيسي) (الإنجليزية)
- إيرل وليامز على موقعبيزبول رفرنس.كوم (الدوري الثانوي) (الإنجليزية)
- إيرل وليامز على موقع مشجعي الرسوم البيانية (الإنجليزية)